# Sassonia-Saalfeld

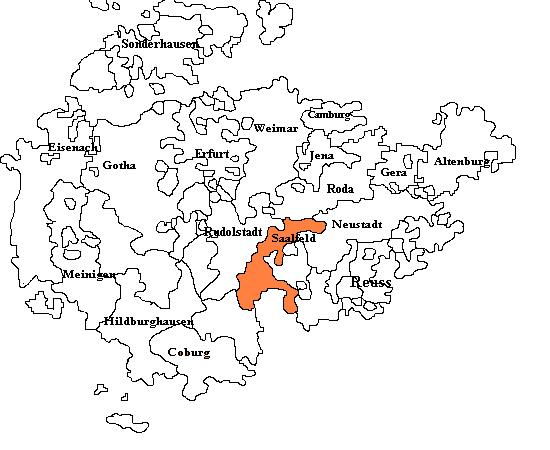
Mappa del Ducato di Sassonia-Saalfeld

Il Ducato di Sassonia-Saalfeld fu uno dei ducati ernestini di Sassonia della dinastia dei Wettin. 

## Storia
Fondato nel 1680 per Giovanni Ernesto, settimo figlio del Duca Ernesto I di Sassonia-Gotha, esso rimase sotto questo nome sino al 1699 quando il Duca Alberto di Sassonia-Coburgo morì senza figli. Suo fratello Giovanni Ernesto di Sassonia-Saalfeld divenne il nuovo Duca di Coburgo ed il ducato prese ufficialmente il nome di Sassonia-Coburgo-Saalfeld nel 1735.

## Duchi di Sassonia-Coburgo
- Giovanni Ernesto (1675–1729)
- Cristiano Ernesto (1729–1735)

passato al Sassonia-Coburgo-Saalfeld e rinominato